# Краят на дъгата
Краят на дъгата (на английски: Rainbows End) е научнофантастичен роман от американския писател Върнър Виндж. Книгата е носител на Награда Хюго за най-добър роман за 2007 година.

## Сюжет
Действието се развива през 2025 г. в Сан Диего, САЩ. Робърт Гу, който бавно се възстановява от Болест на Алцхаймер, ще открие колко много се е развила технологията през последните години и трябва отново да се върне в училище... Много идеи и едно отлично описано, възможно бъдеще.

## Издания на български език
- 2007 — „Краят на дъгата“ — изд. Бард, ISBN 978-954-585-769-0